# Manternach
Manternach is een gemeente in het Luxemburgse Kanton Grevenmacher.
De gemeente heeft een totale oppervlakte van 27,68 km² met ca. 2160 inwoners (2019). De gemeente is op het spoorwegnet aangesloten via Station Manternach.

## Evolutie van het inwoneraantal
| Jaar                              | 2001 | 2002 | 2003 | 2004 | 2005 |
| --------------------------------- | ---- | ---- | ---- | ---- | ---- |
| Inwoneraantal                     | 1322 | 1373 | 1451 | 1498 | 1540 |
| Opmerking: tellingen op 1 januari |      |      |      |      |      |

## Plaatsen in de gemeente
- Berbourg (Berburg)
- Lellig
- Manternach
- Münschecker